# 三塚雅人
三塚 雅人（みつか まさと、1978年 - ）は、日本の男性アニメーション演出家。東映アニメーション所属。

## 参加作品

### テレビアニメ
2005年
- ガイキング LEGEND OF DAIKU-MARYU (演出)

2007年
- 太極千字文 (コンテ)
- モノノ怪 (演出助手)
- Yes!プリキュア5 (絵コンテ・演出)

2008年
- Yes!プリキュア5GoGo! (絵コンテ・演出)

2009年
- フレッシュプリキュア! (絵コンテ・演出)

2010年
- デジモンクロスウォーズ (絵コンテ・演出)

2011年
- スイートプリキュア♪ (絵コンテ・演出)

2012年
- スマイルプリキュア! (絵コンテ・演出)
- 聖闘士星矢Ω (演出)

2013年
- ドキドキ!プリキュア (絵コンテ・演出)

2014年
- ハピネスチャージプリキュア! (絵コンテ・演出)
- 美少女戦士セーラームーンCrystal (演出)

2015年
- Go!プリンセスプリキュア (絵コンテ・演出)

2016年
- 魔法つかいプリキュア! (シリーズディレクター・絵コンテ・演出)

2017年
- ドラゴンボール超(絵コンテ･演出)

2018年
- ゲゲゲの鬼太郎（第6作）(絵コンテ･演出)

2020年
- デジモンアドベンチャー:（シリーズディレクター・演出）

2021年
- デジモンゴーストゲーム（シリーズディレクター・絵コンテ）

2023年
- 逃走中 グレートミッション（絵コンテ）

### 映画
2007年
- 劇場版 CLANNAD -クラナド- (演出助手)

2009年
- 映画 フレッシュプリキュア! おもちゃの国は秘密がいっぱい!? (助監督)

2011年
- 手塚治虫のブッダ -赤い砂漠よ!美しく- (演出助手)

2012年
- 映画 プリキュアオールスターズNewStage みらいのともだち (助監督)

2018年
- ドラゴンボール超 ブロリー（絵コンテ）

2019年
- ONE PIECE STAMPEDE（演出）